# 米虫敦
米虫 敦（こめむし あつし、1972年11月2日 - ）は日本の医師、医学博士である。血管造影/Interventional Radiology（画像下治療・IVR）の分野を専門とする放射線科医である。